# Urabon
Uzasadnienie: to samo święto
Urabon(e) (jap. 于蘭盆(会); Festiwal (Święta) Bon, Święto Zmarłych, Święto Lampionów, od sanskr. ullambana,  również: O-bon, forma skrócona) – buddyjskie obrzędy w Japonii ku czci zmarłych. 

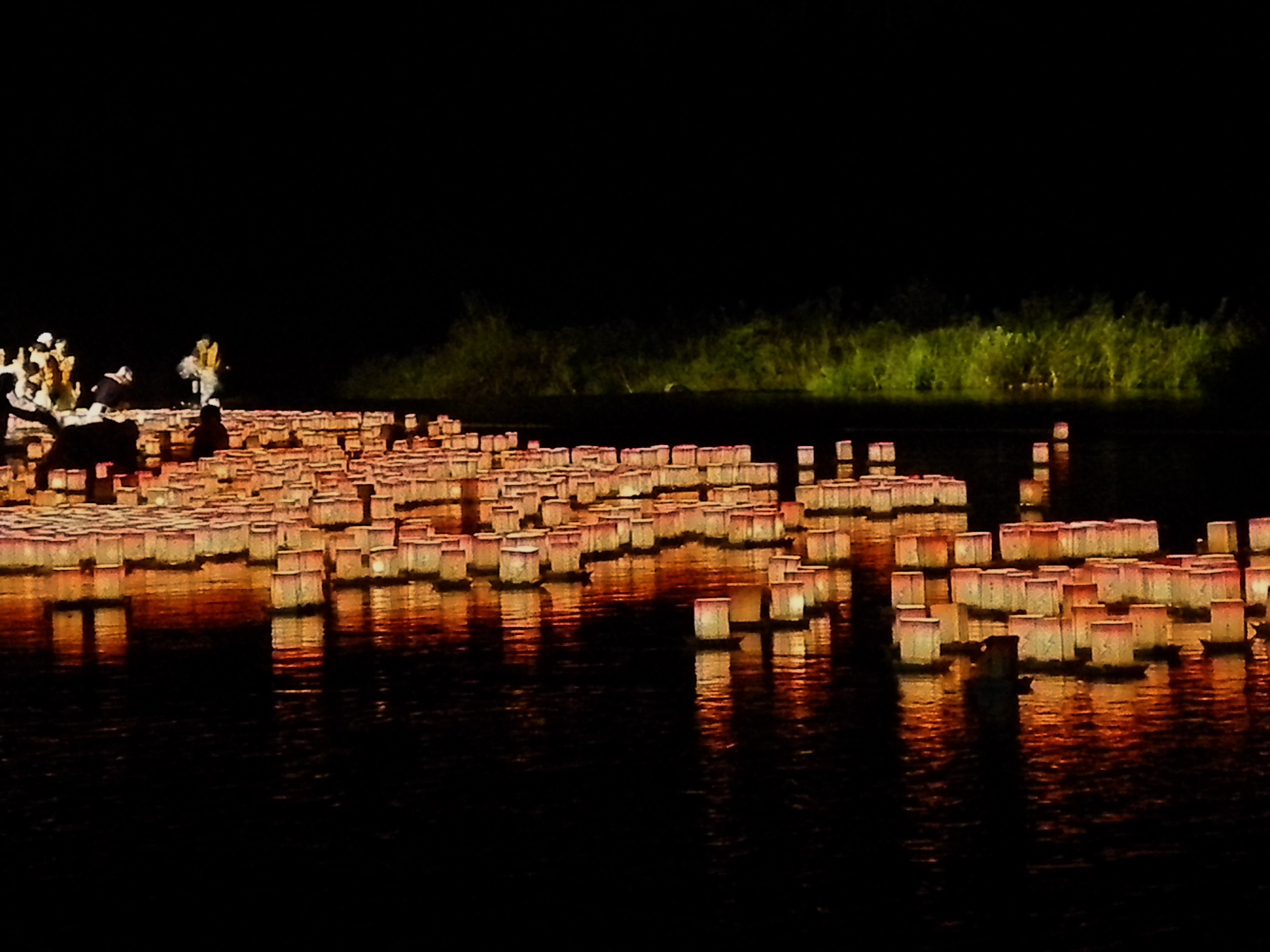
Lampiony na rzece Kuzuryū w prefekturze Fukui, obchody w świątyni Eihei-ji

Za ich początek uważa się ofiary złożone przez ucznia Buddy o imieniu Mokuren Sonja (sanskr. Maudgalyayana), mające uchronić jego zmarłą matkę od mąk piekielnych. Dzięki swojej mocy widział jej cierpienia i był bardzo nieszczęśliwy z tego powodu. Budda przykazał mu zatem przynieść dary dla mnichów. Kiedy uczeń to uczynił, jego matka została uwolniona od cierpień. Z radości zaczął tańczyć i stąd wziął się taniec bon-odori. 
W Japonii obrzędy urabon pojawiły się w 606 roku. Od 733 roku były dorocznym świętem dworskim. Zostały również zaadaptowane przez wyznawców shintō. Od okresu Edo zaczęły się ujednolicać. 
Obecnie są w Japonii powszechnie obchodzonym świętem, w okresie od połowy lipca do połowy sierpnia, przez 2 do 5 dni. Na te święta Japończycy często wracają w rodzinne strony.
Charakterystycznymi obrzędami są:
- zdobienie domowych ołtarzyków (butsudan);
- ofiary z owoców i ryżu;
- zapalanie lampionów bon-dōrō;
- mukaebi - "ogniska powitania" (ogniska palone pierwszej nocy święta O-bon, na powitanie powracających duchów zmarłych;
- odwiedzanie grobów;
- zapalanie pochodni przed domami;
- tōrō-nagashi - puszczanie na wodę płonących lampionów;
- okuribi - "ogniska pożegnania" (ogniska odprowadzające dusze zmarłych ostatniej nocy świąt);
- tańce bon-odori.